# Hasel (gmina)
Hasel – miejscowość i gmina w Niemczech, w kraju związkowym Badenia-Wirtembergia, w rejencji Fryburg, w regionie Hochrhein-Bodensee, w powiecie Lörrach, wchodzi w skład wspólnoty administracyjnej Schopfheim. Leży pomiędzy rzekami Wiese a Wehrą oraz Wehr a Schopfheim.

## Dzielnice
- Glashütten
- Hasel

## Transport
Do 1971 istniała w gminie linia kolejowa Wehratalbahn (Schopfheim–Bad Säckingen), obecnie planuje się jej ponowne uruchomienie.

## Oświata
W gminie znajduje się jedynie przedszkole ewangelickie.

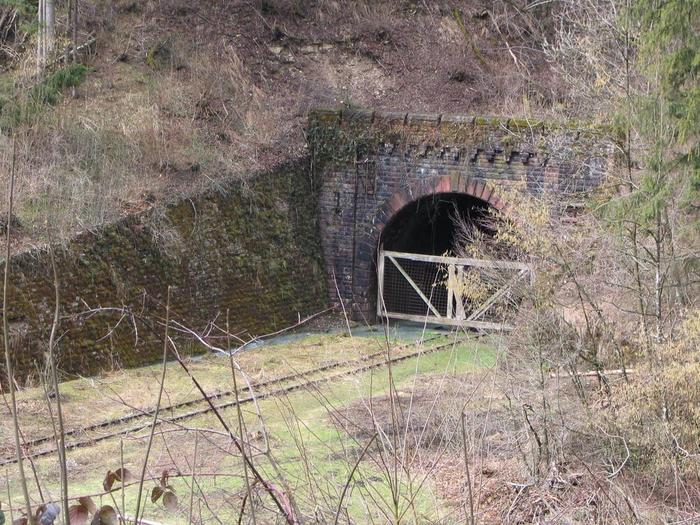
Wyjazd z tunelu